# Maria de Clèveris

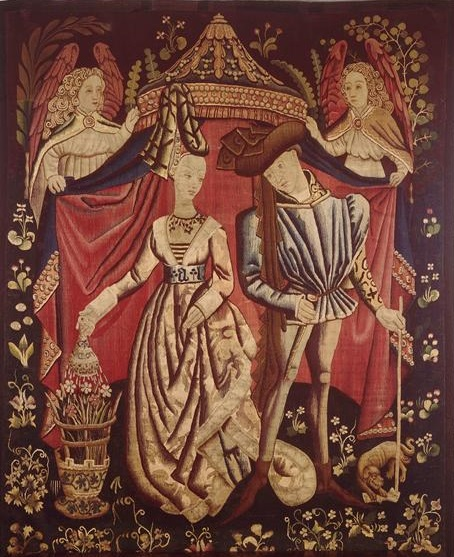
Maria de Clèveris amb Carles I d'Orleans

Maria de Clèveris (19 de setembre del 1426 - Chauny (Picardia), 23 d'agost del 1487) fou infanta de Clèveris, duquessa consort de Valois i Orleans (1441-1465).

## Orígens familiars
Filla del duc Adolf II de Clèveris i la seva esposa Maria de Borgonya. Era neta per línia paterna d'Adolf I de Clèveris i Margarida de Julich, i per línia materna de Joan I de Borgonya i Margarida de Baviera-Straubing.

## Núpcies i descendents
Es casà el 26 de novembre de 1441 a Saint-Omer amb el duc Carles I d'Orleans, sent la tercera esposa d'aquest. D'aquesta unió nasqueren:
- la infanta Maria d'Orleans (1457-1493)
- l'infant Lluís II d'Orleans (1462-1515), duc d'Orleans i posterior rei de França amb el nom de Lluís XII
- la infanta Anna d'Orleans (1464-1491), abadessa de Poitiers

Maria de Clèveris morí a la Picardia el 1487 i fou enterrada a París.